# راستی وایلس
راستی وایلس (انگلیسی: Rusty Wailes; ۲۱ مارس ۱۹۲۶ – ۱۱ اکتبر ۲۰۰۲) قایقران روئینگ اهل ایالات متحده آمریکا بود.